# Lamezia Terme
Lamezia Terme – miasto i gmina we Włoszech, w regionie Kalabria. Według danych z 31 grudnia 2016 gminę zamieszkiwało 70 891 osób.